# Gouvernement Moro III
 (septembre 2023).
Si vous disposez d'ouvrages ou d'articles de référence ou si vous connaissez des sites web de qualité traitant du thème abordé ici, merci de compléter l'article en donnant les références utiles à sa vérifiabilité et en les liant à la section « Notes et références ».

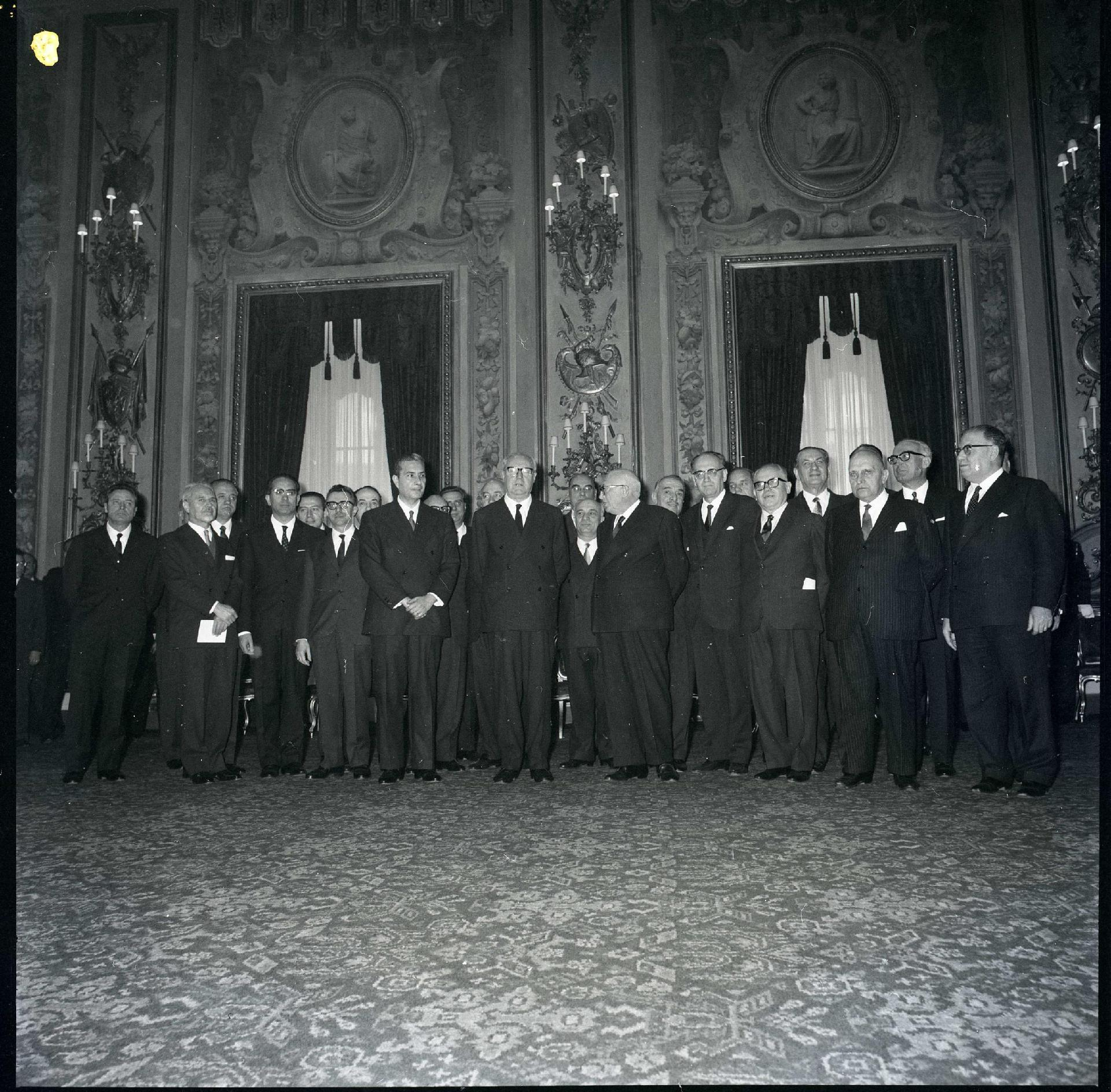
Photo du troisième gouvernement d'Aldo Moro

Le troisième gouvernement d'Aldo Moro, qui est le vingt-et-unième de la République italienne, est entré en fonctions le 23 février 1966, succédant au deuxième gouvernement d'Aldo Moro. Il est resté en fonctions jusqu'au 24 juin 1968, soit deux ans, quatre mois et un jour. Il a été remplacé par le deuxième gouvernement de Giovanni Leone.

## Composition
- Président du Conseil des ministres, M. Aldo Moro
- Vice-Président du Conseil des ministres, M. Pietro Nenni

### Ministres sans portefeuille
- Interventions extraordinaires pour le Mezzogiorno et les Zones en crise du Centre-Nord, MM. Attilio Piccioni et Giulio Pastore
- Rapports entre le Gouvernement et le Parlement, M. Giovanni Battista Scaglia
- Recherche scientifique, M. Leopoldo Rubinacci

### Ministres
- Ministre des Affaires étrangères, M. Amintore Fanfani
- Ministre de l'Intérieur, M. Paolo Emilio Taviani
- Ministre des Grâces et de la Justice, M. Oronzo Reale
- Ministre du Budget, M. Giovanni Pieraccini
- Ministre des Finances, M. Luigi Preti
- Ministre du Trésor, M. Emilio Colombo
- Ministre de la Défense, M. Roberto Tremelloni
- Ministre de l'Instruction publique, M. Luigi Gui
- Ministre des Travaux publics, M. Giacomo Mancini
- Ministre de l'Agriculture et de la Forêt, M. Franco Restivo
- Ministre des Transports et de l'Aviation civile, M. Oscar Luigi Scalfaro
- Ministre des Postes et Télécommunications, M. Giovanni Spagnolli
- Ministre de l'Industrie, du Commerce et de l'Artisanat, M. Giulio Andreotti
- Ministre de la Santé, M. Luigi Mariotti
- Ministre du Commerce extérieur, M. Giusto Tolloy
- Ministre de la Marine marchande, M. Lorenzo Natali
- Ministre des Participations d'État, M. Giorgio Bo
- Ministre du Travail et de la Prévoyance sociale, M. Giacinto Bosco
- Ministre du Tourisme et du Spectacle, M. Achille Corona